# Première circonscription de Sfax
La première circonscription de Sfax (Sfax 1) est une ancienne circonscription électorale tunisienne qui couvre une partie du gouvernorat de Sfax.
Lors de l'élection de l'assemblée constituante de 1956 ainsi que lors des première, deuxième et septième législatures, une seule circonscription couvre l'ensemble du gouvernorat alors que, pour la troisième législature, trois circonscriptions sont mises en place.
Le décret-loi no 2022-55 du 15 septembre 2022 la redécoupe.

## Résultats électoraux
Voici les résultats de l'élections constituantes tunisiennes de 2011 pour la circonscription ; la liste donne les partis ayant obtenu au moins un siège :
| Parti          | Parti                                                              | Voix    | %     | Sièges |
| -------------- | ------------------------------------------------------------------ | ------- | ----- | ------ |
|                | Ennahdha                                                           | 66 321  | 44,13 | 3      |
|                | Congrès pour la République                                         | 14 191  | 9,44  | 1      |
|                | Pétition populaire pour la liberté, la justice et le développement | 11 166  | 7,43  | 1      |
|                | Ettakatol                                                          | 6 833   | 4,55  | 1      |
|                | PCOT (Liste de l'Alternative révolutionnaire)                      | 5 333   | 3,55  | 1      |
| Inscrits       | Inscrits                                                           | 255 237 | 100   | 7      |
| Votants        | Votants                                                            | 157 844 |       | -      |
| Exprimés       | Exprimés                                                           | 150 293 | 100   | -      |
| Blancs et nuls | Blancs et nuls                                                     | 7 551   |       | -      |

## Représentants

### Constituants
|  | Nom                               | Parti                                                                                          |
|  | --------------------------------- | ---------------------------------------------------------------------------------------------- |
|  | Ferjani Bel Haj Ammar             | Front national (Néo-Destour et Union tunisienne de l'industrie, du commerce et de l'artisanat) |
|  | Ahmed Aloulou                     | Front national (Néo-Destour)                                                                   |
|  | Habib Achour                      | Front national (Union générale tunisienne du travail)                                          |
|  | Hassen Kachroud                   | Front national (Néo-Destour)                                                                   |
|  | Meftah Smiri                      | Front national (Néo-Destour)                                                                   |
|  | Mohamed Makni puis Sadok Guermazi | Front national (Néo-Destour)                                                                   |
|  | Ahmed Drira                       | Front national (Néo-Destour)                                                                   |
|  | Mahmoud El Ghoul                  | Front national (Union générale tunisienne du travail)                                          |
|  | Tahar Abdelkefi                   | Front national (Néo-Destour)                                                                   |

|  | Nom                                     | Image | Parti                                                                                           |
|  | --------------------------------------- | ----- | ----------------------------------------------------------------------------------------------- |
|  | Soulef Ksantini Moncef Ben Salem (2011) |       | Ennahdha                                                                                        |
|  | Fattoum Lassoued                        |       | Ennahdha                                                                                        |
|  | Kamel Ammar                             |       | Ennahdha                                                                                        |
|  | Hanène Sassi                            |       | Pétition populaire pour la liberté, la justice et le développement puis Union patriotique libre |
|  | Mohamed Karray Jerbi                    |       | Congrès pour la République, indépendant puis Mouvement Wafa                                     |
|  | Ahmed Essefi                            |       | Parti des travailleurs                                                                          |
|  | Jamel Gargouri                          |       | Ettakatol, indépendant, Nidaa Tounes puis indépendant                                           |

### Députés
|  | Nom                | Parti                                                 |
|  | ------------------ | ----------------------------------------------------- |
|  | Abdelmajid Chaker  | Front national (Néo-Destour)                          |
|  | Rabeh Mahfoudh     | Front national (Union générale tunisienne du travail) |
|  | Abdelaziz Bouraoui | Front national (Union générale tunisienne du travail) |
|  | Ali Fourati        | Front national (Néo-Destour)                          |
|  | Ali Sellami        | Front national (Néo-Destour)                          |
|  | Sadok Guermazi     | Front national (Néo-Destour)                          |
|  | Habib Mhedhebi     | Front national (Néo-Destour)                          |
|  | Mohamed Makni      | Front national (Néo-Destour)                          |

|  | Nom                | Parti                                                               |
|  | ------------------ | ------------------------------------------------------------------- |
|  | Abdelmajid Chaker  | Parti socialiste destourien                                         |
|  | Rabeh Mahfoudh     | Parti socialiste destourien et Union générale tunisienne du travail |
|  | Abdelaziz Bouraoui | Parti socialiste destourien et Union générale tunisienne du travail |
|  | Mahmoud Bouricha   | Parti socialiste destourien                                         |
|  | Hamda Ben Amor     | Parti socialiste destourien                                         |
|  | Sadok Guermazi     | Parti socialiste destourien                                         |
|  | Hessine Bellaâj    | Parti socialiste destourien                                         |
|  | Mohamed Abdelmoula | Parti socialiste destourien                                         |

|  | Nom                | Parti                                                               |
|  | ------------------ | ------------------------------------------------------------------- |
|  | Abdelmajid Chaker  | Parti socialiste destourien                                         |
|  | Taieb Zalila       | Parti socialiste destourien et Union générale tunisienne du travail |
|  | Abdelaziz Bouraoui | Parti socialiste destourien et Union générale tunisienne du travail |
|  | Sadok Guermazi     | Parti socialiste destourien                                         |
|  | Mohamed Abdelmoula | Parti socialiste destourien                                         |

|  | Nom                  | Parti                                                               |
|  | -------------------- | ------------------------------------------------------------------- |
|  | Tijani Makni         | Parti socialiste destourien                                         |
|  | Mohamed Abdelmoula   | Parti socialiste destourien                                         |
|  | Abdelaziz Bouraoui   | Parti socialiste destourien et Union générale tunisienne du travail |
|  | Mohamed Ben Abdallah | Parti socialiste destourien                                         |

|  | Nom                  | Parti                       |
|  | -------------------- | --------------------------- |
|  | Ali Sellami          | Parti socialiste destourien |
|  | Tijani Makni         | Parti socialiste destourien |
|  | Mohamed Jemal        | Parti socialiste destourien |
|  | Hachmi Bibi          | Parti socialiste destourien |
|  | Sadok Mezghanni      | Parti socialiste destourien |
|  | Mohamed Adel Jarboui | Parti socialiste destourien |

|  | Nom                     | Parti                                                 |
|  | ----------------------- | ----------------------------------------------------- |
|  | Ahmed Chtourou          | Front national (Parti socialiste destourien)          |
|  | Mohamed Salem Kraiem    | Front national (Union générale tunisienne du travail) |
|  | Abdesselam Ben Ayed     | Front national (Parti socialiste destourien)          |
|  | Mohamed Selimi          | Front national (Parti socialiste destourien)          |
|  | Mohamed Kraiem Mastouri | Front national (Parti socialiste destourien)          |
|  | Mohamed Adel Jarboui    | Front national (Parti socialiste destourien)          |

|  | Nom                       | Parti                                                  |
|  | ------------------------- | ------------------------------------------------------ |
|  | Abdelaziz Bouraoui        | Union nationale (Union générale tunisienne du travail) |
|  | Mustapha Masmoudi         | Union nationale (Parti socialiste destourien)          |
|  | Mohamed Baccour           | Union nationale (Parti socialiste destourien)          |
|  | Mustapha Krichene         | Union nationale (Parti socialiste destourien)          |
|  | Mohamed Kraiem Mastouri   | Union nationale (Parti socialiste destourien)          |
|  | Mohamed Adel Jarboui      | Union nationale (Parti socialiste destourien)          |
|  | Mohamed Chraïta Ghenainia | Union nationale (Parti socialiste destourien)          |
|  | Mohamed Zouhir Kacem      | Union nationale (Parti socialiste destourien)          |
|  | Ahmed Sahnoun             | Union nationale (Parti socialiste destourien)          |
|  | Sarra Chaabouni           | Union nationale (Parti socialiste destourien)          |

|  | Nom                       | Parti                                      |
|  | ------------------------- | ------------------------------------------ |
|  | Abdallah Kallel           | Rassemblement constitutionnel démocratique |
|  | Abderrazak Ayoub          | Rassemblement constitutionnel démocratique |
|  | Béchir Ayadi              | Rassemblement constitutionnel démocratique |
|  | Abdelkrim Merdassi        | Rassemblement constitutionnel démocratique |
|  | Mouldi Mabrouk            | Rassemblement constitutionnel démocratique |
|  | Moncef Sellami            | Rassemblement constitutionnel démocratique |
|  | Mohamed Chraïta Ghenainia | Rassemblement constitutionnel démocratique |

|  | Nom                                   | Parti                                      |
|  | ------------------------------------- | ------------------------------------------ |
|  | Sadok Chaâbane puis Khelifa Jebeniani | Rassemblement constitutionnel démocratique |
|  | Mohamed Kraïem Mastouri               | Rassemblement constitutionnel démocratique |
|  | Béchir Ayadi                          | Rassemblement constitutionnel démocratique |
|  | Rachid Mseddi                         | Rassemblement constitutionnel démocratique |
|  | Abderrahman Ben Brahim                | Rassemblement constitutionnel démocratique |
|  | Ghoulem Debbache                      | Rassemblement constitutionnel démocratique |
|  | Mohamed Chraïta Ghenainia             | Rassemblement constitutionnel démocratique |
|  | Mohamed Abid                          | Mouvement des démocrates socialistes       |

|  | Nom                                 | Parti                                      |
|  | ----------------------------------- | ------------------------------------------ |
|  | Kamel Haj Sassi                     | Rassemblement constitutionnel démocratique |
|  | Khelifa Jebeniani puis Aissa Tahari | Rassemblement constitutionnel démocratique |
|  | Foued Gargouri                      | Rassemblement constitutionnel démocratique |
|  | Dalèle Krichene                     | Rassemblement constitutionnel démocratique |
|  | Zouhir Abid                         | Rassemblement constitutionnel démocratique |
|  | Béchir Ben Ahmed                    | Rassemblement constitutionnel démocratique |
|  | Mohamed Abid                        | Mouvement des démocrates socialistes       |
|  | Mounir Ayadi                        | Parti de l'unité populaire                 |
|  | Thameur Driss                       | Mouvement Ettajdid                         |
|  | Taieb Feki                          | Union démocratique unioniste               |

|  | Nom                       | Parti                                      |
|  | ------------------------- | ------------------------------------------ |
|  | Foued Gargouri            | Rassemblement constitutionnel démocratique |
|  | Aissa Tahari              | Rassemblement constitutionnel démocratique |
|  | Cherifa Ellouzi Ben Jemâa | Rassemblement constitutionnel démocratique |
|  | Ali Ben Aoun              | Rassemblement constitutionnel démocratique |
|  | Jamel Toumi               | Rassemblement constitutionnel démocratique |
|  | Nabila Kallel Gouiâa      | Rassemblement constitutionnel démocratique |
|  | Mounir Ayadi              | Parti de l'unité populaire                 |
|  | Thameur Driss             | Mouvement Ettajdid                         |

|  | Nom                  | Parti                                      |
|  | -------------------- | ------------------------------------------ |
|  | Nabila Kallel Gouiâa | Rassemblement constitutionnel démocratique |
|  | Ali Ben Aoun         | Rassemblement constitutionnel démocratique |
|  | Jamel Toumi          | Rassemblement constitutionnel démocratique |
|  | Naïma Louati         | Rassemblement constitutionnel démocratique |
|  | Mohamed Zaïbi        | Rassemblement constitutionnel démocratique |
|  | Mohamed Adel Jarboui | Rassemblement constitutionnel démocratique |
|  | Mounir Ayadi         | Parti de l'unité populaire                 |
|  | Lotfi Ben Mbarek     | Union démocratique unioniste               |